# Keser
Keser is een bestuurslaag in het regentschap Blora van de provincie Midden-Java, Indonesië. Keser telt 2817 inwoners (volkstelling 2010).